# Shirlene Coelho
Pour les articles homonymes, voir Coelho.
Shirlene Coelho (née le 19 février 1981 à Corumbá) est une athlète handisport brésilienne spécialiste du lancer du javelot, du lancer du disque et du lancer du poids, dans la catégorie F37 pour les athlètes avec une paralysie cérébrale.

## Enfance et éducation
Shirlene Coelho est née prématurée et hémiplégique du côté gauche. Sa malformation n'est détectée qu'à ses cinq ans, trop tard pour être pris en charge.

## Carrière sportive
Lors des Jeux paralympiques d'été de 2008 à Pékin, elle remporte la médaille d'argent en lancer de javelot F35. En 2012, aux Jeux de Londres, elle conserve sa médaille d'or avec un nouveau record du monde à 37,86 m dans la catégorie F37,.
D'autre part, elle gagne la médaille d'or lors des Championnats du monde d'athlétisme handisport à Christchurch en 2011 en lancer de javelot et la médaille de bronze en lancer de poids,.
Aux Jeux panaméricains de 2011 à Guadalajara, elle devient championne en lancer de poids et lancer de javelot, et rafle la médaille d'argent au lancer de disque,.
Lors des Jeux paralympiques d'été de 2016, elle est la porte-drapeau de l'équipe paralympique brésilienne lors de la cérémonie d'ouverture. Pendant ces Jeux, elle conserve une nouvelle fois sa médaille d'or au lancer de javelot.